# Абд ер Рахман бин Абу Му
Абд-ер-Рахман ибн Абу Мухаммад (ум. 1411) ― пятнадцатый правитель Тлемсена из династии Абдальвадидов (1411). 

## Биография
Абд-ер-Рахман правил Тлемсеном с марта по май 1411 года. 
Он достиг высоких постов при дворе своего дяди Абу Абдаллы I, который сделал его своим преемником, но не имел никакой поддержки со стороны населения и своей семьи. В итоге его дядя Сайд ибн Абу Ташуфин, который до того находился в изгнании у Маринидов, смог сбежать из плена и поднять население Тлемсена на восстание. В итоге Абд-ер-Рахман был свергнут, и его дядя взошёл на трон.